# Горшечник
Горшечник, також горшкар — гончар, що виготовляє глиняний посуд.

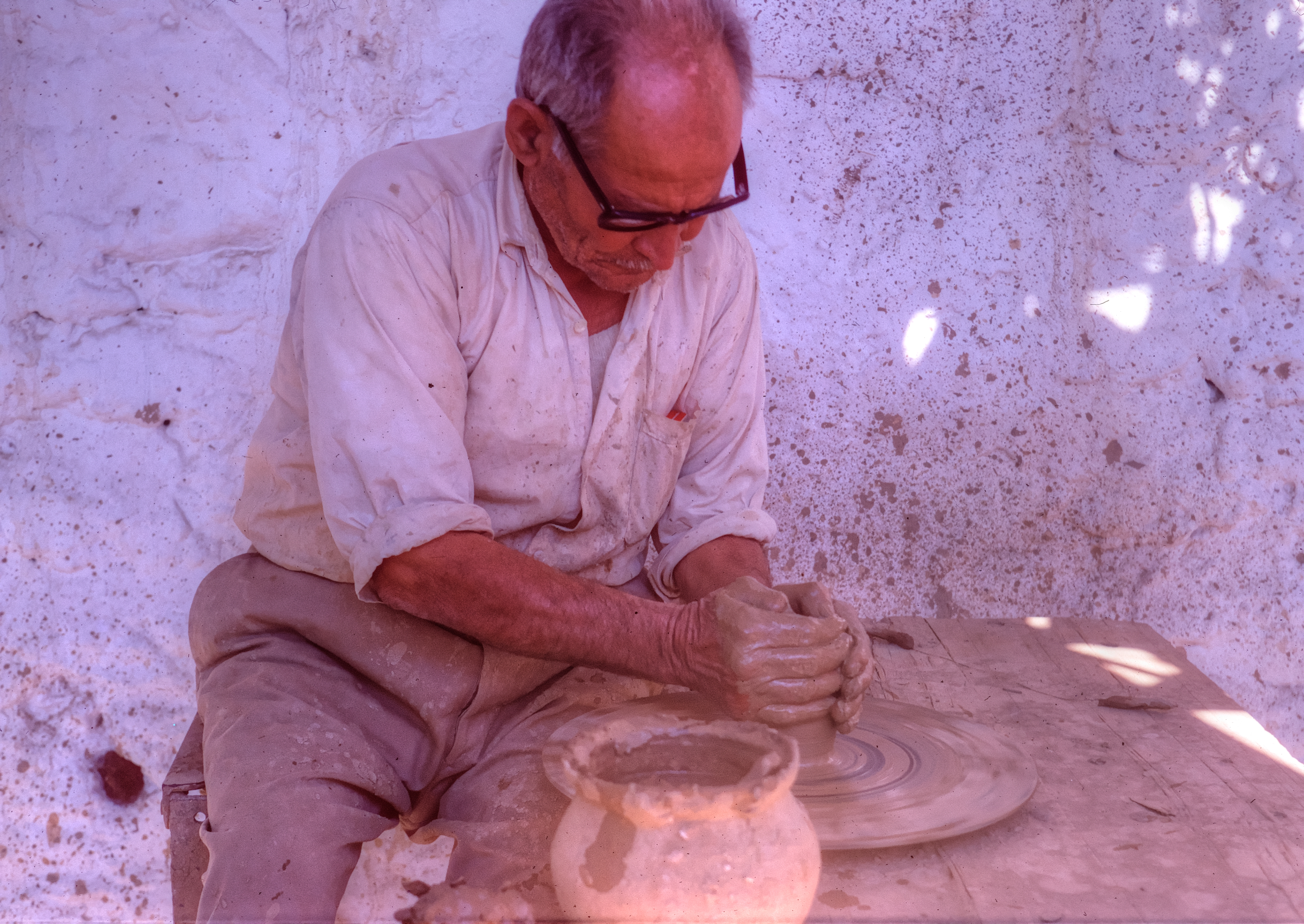
Родос - горшечник в Архангелосі

З давніх-давен глину місили ногами; вироби з глини виробляли на кружальні, за допомогою обертання колеса і обпалювали на сонці, або в особливих печах. Глиняний посуд використовували для різних цілей, переважно для приготування їжі. Іноді в таких посудинах зберігали письмові зобов'язання.
У Єрусалимі був особливий стан — царських горшечників.

## Інтернет-ресурси
- Geschirr und Küchenutensilien – Informationen des Bundesamts für Lebensmittelsicherheit und Veterinärwesen
- Imke Schneider: Handwerkskunst! Wie man ein Kaffeeservice töpfert, SWR Fernsehen – Landesschau Rheinland-Pfalz vom 16. November 2018 (YouTube vom 24. September 2018)
- "Methoden des Töpferns" (2014) – kommentierte Fassung von Karl R. Wernhart aus der Sammlung des Bundesinstituts für den Wissenschaftlichen Film (ÖWF) im Onlinearchiv der Österreichischen Mediathek
- Drehen auf der Töpferscheibe in 8 Schritten entwickelt von Patrick Allemann – "Töpferschule – Drehen auf der Töpferscheibe in 8 Schritten" (2020)